# Wedell-Williams XP-34
Wedell-Williams XP-34 là một loại máy bay tiêm kích, được thiết kế cho Quân đoàn Không quân Lục quân Hoa Kỳ (USAAC) trước Chiến tranh thế giới II.

## Tính năng kỹ chiến thuật
Dữ liệu lấy từ U.S. Fighters
Đặc điểm tổng quát
- Kíp lái: 1
- Chiều dài: 23 ft 6 in (7.2 m)
- Sải cánh: 27 ft 8½ in (8.45 m)
- Chiều cao: 10 ft 9 in (3.28 m)
- Trọng lượng có tải: 4.250 lb (1.928 kg)
- Động cơ: 1 × Pratt & Whitney XR1830-C, 900 hp (671 kW)

Hiệu suất bay
- Vận tốc cực đại: 308 mph (496 km/h)